# Нижнее Мальцево (Сасовский район)
Ни́жнее Ма́льцево (Воронцовка, Нижнемальцево) — село в Сасовском районе Рязанской области России.
Административный центр Нижнемальцевского сельского поселения.
Ближайшие населённые пункты:
- посёлок Декабристы в 3 км к северо-востоку по грунтовой дороге;
- деревня Жихаревка в 500 м к востоку по грунтовой дороге;
- село Юрино в 8 км к юго-востоку по асфальтированной дороге;
- село Гремячево в 5,5 км к западу по грунтовой дороге;
- село Аладьино 2,5 км к северо-западу по асфальтированной дороге.

## Сведения о селе
Находится на реке Алёшне, на западе района, у границы с Чучковским районом, в 27 километрах по автодороге к юго-западу от райцентра Сасово, в 3 километрах к юго-востоку от железнодорожной станции Нижнемальцево. В селе расположен ООО «Химический завод Нижне-Мальцево», средняя школа.

## История
Усадьба секунд-майора И.К. Давыдова (г/р 17450 с женой А.А. Давыдовой известна с последней четверти XVII века, которая перешла их племяннице П.Я. Давыдовой. В середине XIX века педагогу и библиофилу надворному советнику Е.Н. Воронцову-Вельяминову (г/р 1796), женатому первым браком на М.С. Анохиной (1790-1830), вторым браком на Е.Е. Стаден (г/р 1809). Далее переходит его детям И.Е. Воронцову-Вельяминову (ум. 1904), женатому на Н.М. Варгуниной и уездному предводителю дворянства действительному статскому советнику А.Е. Воронцову-Вельяминову (ум. 1910) с женою А.К. Воронцовой-Вельяминовой.
В начале XX века здесь находился винокуренный завод Фрезена, после 1917 года преобразован в химический завод.
Сохранились руинированные хозяйственные постройки, манеж, арка выездных ворот. Руинированная деревянная на кирпичном основании  Вознесенская церковь 1880 года поставленная Воронцовыми-Вельяминовыми и купцом Киселёвым, с отдельно стоящей колокольней 1914 года. Около церкви были похоронены братья А.Е. и И.Е. Воронцовы-Вельяминовы.
В 1923-1924 годах из усадьбы производился вывоз художественных ценностей, но был не завершён.
Воронцовым-Вельяминовым принадлежала соседняя ныне полностью утраценная усадьба Цыплаково и винокуренные завод в Батьках.

## Население
| 1981 | 1989 | 2002 | 2010 |
| ---- | ---- | ---- | ---- |
| 830  | ↗926 | ↘844 | ↘722 |

## Улицы села
В Нижнем Мальцеве 6 улиц: Заречная, Сельская, Сельхозхимия, Учительская, Центральная, Элеватор.

## Транспорт
Железнодорожная станция Нижнемальцево находится в двух километрах к северо-западу, в селе Аладьино Чучковского района.